# Hamiger novaezealandiae
Hamiger novaezealandiae är en kräftdjursart som först beskrevs av Lancelot Alexander Borradaile 1916.  Hamiger novaezealandiae ingår i släktet Hamiger och familjen Palaemonidae. Inga underarter finns listade i Catalogue of Life.